# La Esperanza (Intibucá)
 (octobre 2018).
Si vous disposez d'ouvrages ou d'articles de référence ou si vous connaissez des sites web de qualité traitant du thème abordé ici, merci de compléter l'article en donnant les références utiles à sa vérifiabilité et en les liant à la section « Notes et références ».
Pour les articles homonymes, voir La Esperanza et Esperanza.
La Esperanza est une municipalité du Honduras, située dans le département d'Intibucá, dont elle est le chef-lieu.
Elle a été fondée en 1883 et elle est peuplée à l'origine par le peuple Lenca.
La ville est connue pour être le foyer du « Ballet Folklorique Oro Lenca ». 

## Climat
La Esperanza a un Climat océanique (Classification de Köppen : Cfb) et un climat subtropical de haute altitude (Classification de Köppen : Cwb)
| Mois                              | jan. | fév. | mars | avril | mai  | juin | jui. | août | sep. | oct. | nov. | déc. |
| --------------------------------- | ---- | ---- | ---- | ----- | ---- | ---- | ---- | ---- | ---- | ---- | ---- | ---- |
| Température minimale moyenne (°C) | 10,5 | 11,2 | 12,1 | 13,7  | 14,9 | 14   | 14,7 | 14,4 | 14,4 | 14,4 | 13   | 11,8 |
| Température moyenne (°C)          | 15,6 | 16,3 | 18,3 | 19,4  | 20   | 20,3 | 19,8 | 19,9 | 19,8 | 18,9 | 17,6 | 15,7 |
| Température maximale moyenne (°C) | 19,7 | 19,4 | 23,5 | 25,2  | 25,2 | 24,7 | 23,9 | 23,4 | 22,3 | 21,4 | 21,3 | 18,8 |
| Précipitations (mm)               | 47   | 12   | 20   | 65    | 71   | 100  | 130  | 151  | 111  | 108  | 98   | 79   |

## Personnalités liées à La Esperanza
- Berta Cáceres, militante écologiste.
- Vicente Mejía Colindres, homme d’État